# Гарба, Джозеф
Джозеф Нанвен Гарба (англ. Joseph Nanven Garba; 17 июля 1943, Лангтанга, Колониальная Нигерия — 1 июня 2002, Абуджа, Нигерия) — нигерийский государственный деятель, министр иностранных дел Нигерии (1975—1978).

## Биография
С 1962 г. — в Вооружённых силах, командовал дивизией.
- 1966—1968 гг. — командующий федеральной гвардией,
- 1968—1975 гг. — командующий гвардейской бригады. Участник военного переворота 1975 г.,
- 1975—1978 гг. — член Высшего военного совета, главного руководящего органа Нигерии, министр иностранных дел Нигерии. В этом качестве возглавлял делегацию Нигерии на сессиях Генеральной Ассамблеи. Был Председателем Конференции министров иностранных дел Организации африканского единства (ОАЕ) по экономическим вопросам, состоявшейся в декабре 1976 г. в Киншасе, Заир, а также Председателем Всемирной конференции действий против апартеида, которая состоялась в 1977 г. в Лагосе, Нигерия. В январе 1978 г. являлся Председателем Совета Безопасности Организации Объединённых Наций.
- 1978—1979 гг. — назначен начальником Военной академии Нигерии. В 1980 г. проходил обучение в колледже национальной обороны в Индии, а затем учился в Гарвардском университете на факультете политики в Школе имени Джона Ф. Кеннеди и в Центре по международным делам. В Гарварде он получил степень магистра в области государственного управления.
- 1984—1989 гг. — постоянный представитель Нигерии при Организации Объединенных Наций, являлся Председателем Специального комитета ООН против апартеида и Специального комитета по операциям по поддержанию мира. Также являлся заместителем Председателя целевого фонда Организации Объединенных Наций для Южной Африки.
- 1992—1995 гг. — руководил группой по поддержанию мира и реализации миротворческих проектов в Южной Африке.
- с 1999 г. — генеральный директор нигерийского Национального института политических и стратегических исследований.

Автор двух книг: Revolution in Nigeria — Another View (1981 год) и Diplomatic Soldiering (1987 год). Его третья книга о роли военных в развитии Африки пока не опубликована.